# サヨナラダンス
サヨナラダンスは、かつて吉本興業東京本社（東京吉本、厳密には子会社のよしもとクリエイティブ・エージェンシー）に所属していた日本のお笑いコンビ。東京NSC9期生。元々は「リッキー」という芸人を加えて「ハンプトン」というトリオで活動していた。そのリッキーが脱退したことによりコンビとなる。2015年2月9日のライブを以て活動を休止。

## メンバー
滝野 元気（たきの げんき、1980年5月6日 - ）
ツッコミ担当。
京都府京都市出身。血液型はB型。
エラが張っており、顔が四角い。よく「ホームベース顔」とネタにされる。黒縁メガネがトレードマーク。
以前は赤羽健一と児玉智洋（元ジューシーズ、現・サルゴリラ）とのトリオ「ガッチャ」を組んでいた。
文田大介（囲碁将棋）、大塚甲喜（元エレベーターマンション）、浅井優（元山田カントリー、現・バケモン先生）、大波康平（タモンズ）と2009年春から鷺沼にて同居しており、大波とはルームシェアしていた。しかし、2年後輩である大波からは全く先輩扱いされていない。
2010年10月29日配信の囲碁将棋のシチサンライブにて偽番組の仕事でアフリカへロケに行くという内容のドッキリを仕掛けられた。本人はドッキリを信じきって、母親に電話をしていた。
上記のドッキリを仕掛けたお詫びにと、2010年11月12日より囲碁将棋のシチサンLIVEのレギュラーになった。しかし、シチサンライブ自体が2010年12月31日を以て終了した。
元カノのブラジャーをアイマスク代わりにして寝ている。
鷺沼でミニコントに巻き込まれた。
高校時代、サンミュージックの俳優育成コースに通っていた。
中学時代からサスケの大ファンである。
師匠にパパイヤ鈴木がおり、ダンスを行う際はパパイヤ元気という名前で活動している。
創価学会とキリスト教の2団体に所属し、毎週日曜日は教会に行きお祈りをしながら創価学会歌「100万の微笑み」を口ずさんでいる。
活動休止後は西島永悟（元エリートヤンキー）とのコンビ『シンガリ』を経て、本名と同一の芸名を「四角」に改名。2024年2月7日、りゅーじ（元トンファー）と『ゴング』を結成。

中村 元樹（なかむら もとき、1980年4月3日 - ）
ボケ担当。
京都府宇治市出身、立命館大学卒業。血液型はO型。

## 出演

### インターネット番組
- 街録ch〜あなたの人生、教えて下さい〜（滝野のみ）

### 主なライブ
- 渋谷ばちーんんんSTEP
- シチサンLIVE 隔週金曜日、MC囲碁将棋（滝野のみ）- 2010年12月24日をもって終了。

### 配信
USTREAM 囲碁将棋ch「鷺沼ハウスで騒ごう」（滝野のみ）

### 神保町花月
2010年9月：チャレンジ公演「地獄の沙汰で気分次第」